# Harzkanal
Als Harzkanal (auch: Harzgang) bezeichnet man einen langgestreckten, röhrenförmigen interzellularen Raum, der mit harzausscheidenden Epithelzellen ausgekleidet ist.

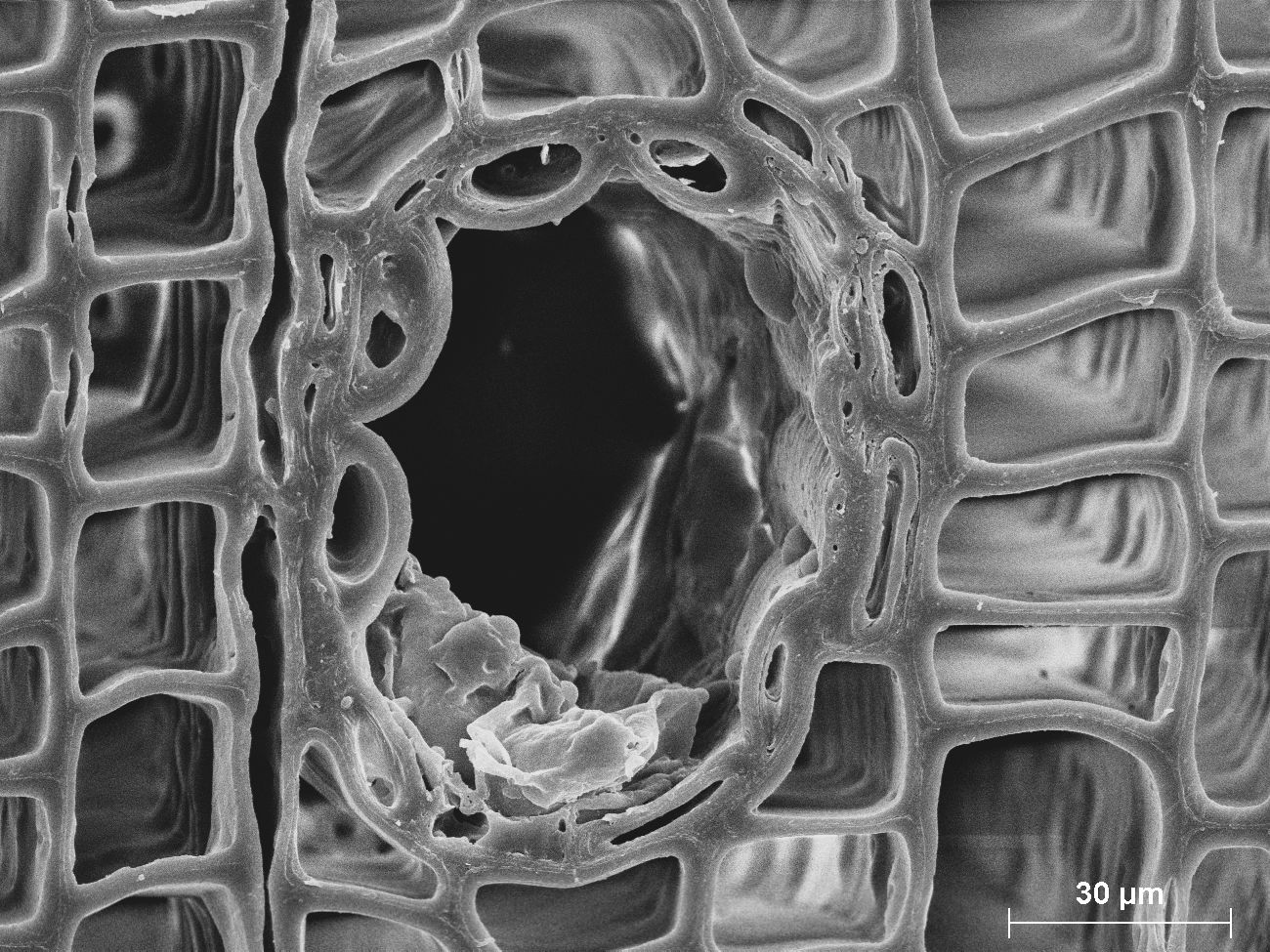
Axialer Harzkanal (Picea abies)

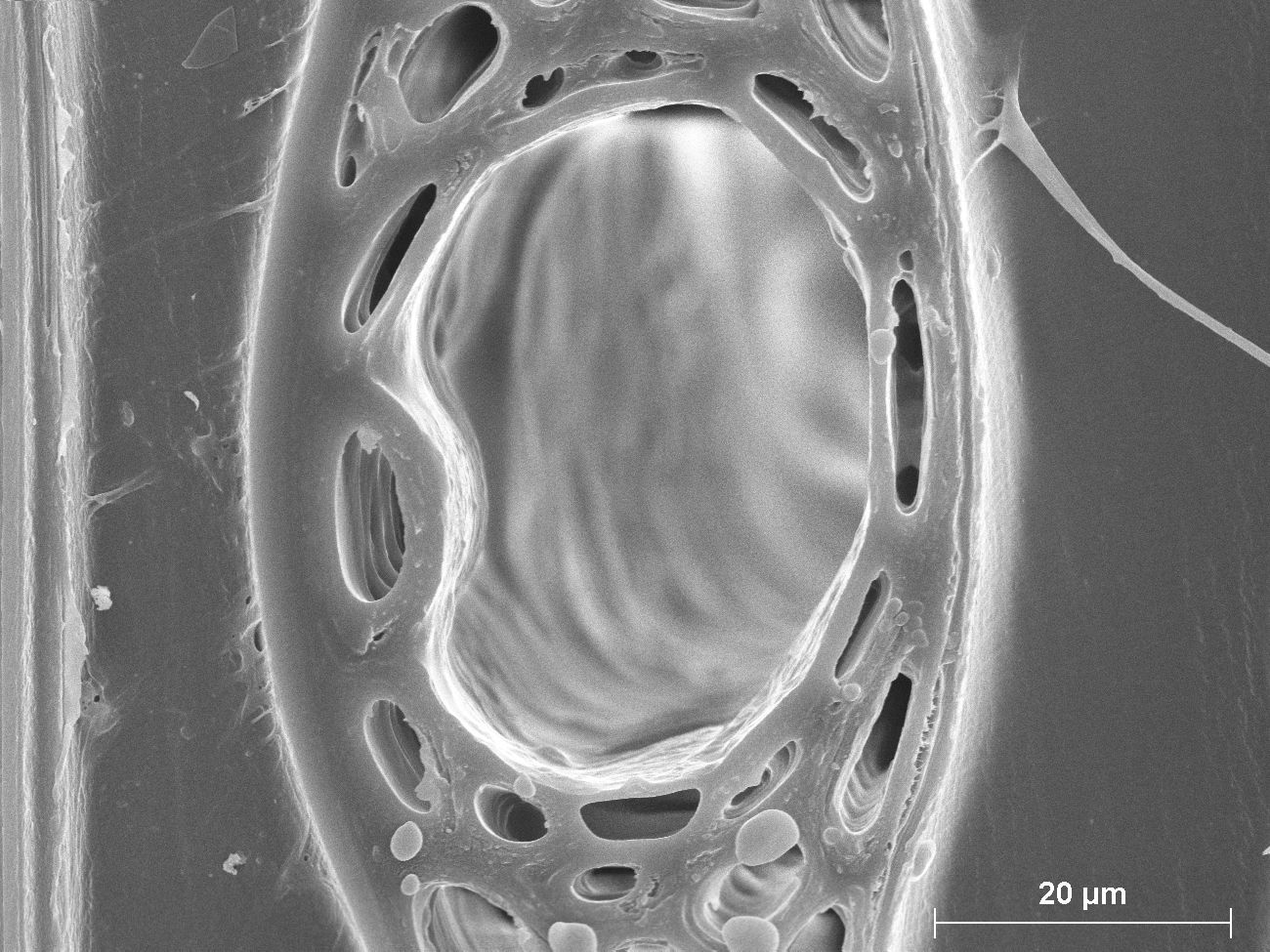
Radialer Harzkanal im Holzstrahl (Picea abies)

## Vorkommen
Harzkanäle kommen bei einer Reihe einheimischer Nadelhölzer vor: in den Gattungen Fichte (Picea), Lärche (Larix), Kiefer (Pinus) und Douglasie (Pseudotsuga). Dagegen sind Eibe (Taxus), Tanne (Abies) und Wacholder (Juniperus) im Allgemeinen harzfrei, zumindest was das Holz betrifft. Von der Tanne kennt man Harzbildung in der Rinde. Daneben sind Harzkanäle auch bei einigen Tropenhölzern anzutreffen (z. B. Meranti, Bangkirai, Kapur).
Im Holz verlaufen die Harzkanäle längs und quer zur Stammachse. Sie sind miteinander vernetzt und bilden ein zusammenhängendes, dreidimensionales System. Die in axialer Richtung orientierten Gänge treten überwiegend im Spätholz auf, die radial orientierten liegen ausnahmslos in den Holzstrahlen. Der Durchmesser der axialen Harzgänge ist größer als der radialen.
Anatomisch können zwei Typen von Harzkanälen unterschieden werden: enge Kanäle mit dickwandigen Epithelzellen bei Douglasie, Fichte und Lärche und weite Kanäle mit dünnwandigen Epithelzellen bei den Kiefernarten.

## Funktion
In den die Harzkanäle umgebenden Epithelzellen wird Harz gebildet und in den Kanal ausgestoßen. Harzbildung und -ausscheidung erfolgen vorwiegend in der Splintholzzone. Bei Verletzungen des Kambiums sind die Epithelzellen in der Lage, Wasser aufzunehmen, anzuschwellen und das Harz unter hohem Druck an die verletzte Stelle zu leiten.
Harzkanäle entstehen zumeist schizogen, indem sich interzellulare Räume durch das Auseinanderweichen vorher gruppenartig zusammenliegender Parenchymzellen vergrößern. Es können jedoch auch lysigene Kanäle auftreten, die durch das Auflösen einzelner Zellen gebildet werden. Letztere werden als traumatische Harzkanäle (auch: Wundharzkanäle, fakultative Harzgänge) bezeichnet. Als Folge einer Verletzung des stehenden Stammes kann das Kambium zu einer anormalen Harzkanalbildung angeregt werden. Es entstehen dabei in Tangentialebene eine Reihe axial verlaufender, dicht beieinanderliegender und mit Harz gefüllter Kanäle von oft ungewöhnlicher Größe.
Durch Pilzbefall oder durch Wundreize im Bereich des Kambiums kann das Harzkanalsystem gestört werden. Unter diesen Umständen kann Harz aus den Kanälen in das benachbarte Holzgewebe austreten – das Holz verkient.